# Осогово (ракета)
Вижте пояснителната страница за други значения на Осогово.
Ракета „ОСОГОВО“ е едностепенна любителска изследователска ракета, създадена от международен екип, в която е заложен за изпълнение пакет от задачи, свързани с наблюдение на околната среда, усъвършенстване на бордовите системи и укрепване на сътрудничеството между членовете на работната група. Участници в нея са членове на Клуб за Аерокосмически Технологии „ЗОДИАК“ и Школа по ракетомоделизъм при ОДК, Кюстендил, България, както и партньори от клуб „КОСМОГОН“, Куманово, Северна Македония.

## По-важни цели, заложени в проект „ОСОГОВО“
1. Пресмятане и конструиране на ракетен модел, който да полети на височина 1500 метра, след което да се приземи безопасно посредством парашутна система и скорост на снижение не по-висока от 5 m/s.
2. Подбор на подходяща бордова електроника за измерване параметрите на полета, управление на спасителната система, GPS проследяване и запис на данни от външни датчици.
3. Видеозаснемане от бордова камера на зоната около площадката за изстрелване с цел доказване на локално почвено замърсяване.
4. Заключения за посоката и силата на вятъра в местността на база траекторията на полета и снижението на модела.
5. Анализ на получената от полета информация, с цел използването и за последващ контрол, обучение и технологично развитие.

## Технически характеристики на експерименталната ракета
- обща дължина 2050 mm
- диаметър на корпуса 110 mm
- разпереност на стабилизаторите 490 mm
- стартова маса 15 kg
- пълен импулс на двигателя 2670N.s
- време на работа на двигателя 2,95s
- използвано гориво – твърдо, базирано на подсладител Изомалт, окислители и добавки
- спасителна система – един парашут с площ 7 m2

Полетът на ракетата е осъществен в 13.00 ч на 10 ноември 2013 г. край гр. Кюстендил и трае общо 8 минути. Достигната е височина от 1537 m. Записани са множество ценни данни от всички бордови системи. Мисията на проекта е изпълнена успешно, според заложените в заданието цели.
Експерименталният проект „ОСОГОВО“ е реализиран с добра организация и минимални финансови, и материални разходи. Получени са научни резултати в областта на аерокосмическите технологии и мониторинга на околната среда, а работата на екипа е пример за ползотворно трансгранично сътрудничество. 